# Wilhelm Gesenius
Heinrich Friedrich Wilhelm Gesenius (født 3. februar 1786 i Nordhausen, død 23. oktober 1842 i Halle an der Saale) var en tysk teolog og sprogforsker med speciale i hebraisk.
Gesenius studerede filologi og teologi ved universitetet i Helmstedt. Han var elev af Heinrich Henke. Senere blev han dr. theol. og dr. phil., var kongelig prøjssisk konsistorialråd og fra 1810 professor ved universitetet i Halle.
Gesenius udførte et banebrydende arbejde på den hebraiske sprogforsknings område. Han var blandt de første som videnskabeligt studerede de semitiske sprog. Hans hovedområde koncentrerede sig om leksikografi og grammatik. og hans indflydelse har holdt sig helt til moderne tid. Hans Hebräische Grammatik og Hebräische und aramäische Handwörterbuch über das alte Testament bliver fremdeles udgivet i faksimile baseret på oprindelige udgaver fra begyndelsen af 1900-tallet.

## Værker
- Versuch über die maltesische Sprache (1810)
- Hebräisches Elementarbuch (1813)
- Geschichte der hebräischen Sprache (1815)
- Ausführliches grammatisch-kritisches Lehrgebäude der hebräischen Sprache (1817)
- Paläographische Studien über phönizische und punische Schrift (1835)